# Microphaeochroops laetus
Microphaeochroops laetus is een keversoort uit de familie Hybosoridae. De wetenschappelijke naam van de soort is voor het eerst geldig gepubliceerd in 1942 door Arrow.